# Cusiala infuscata
Cusiala infuscata är en fjärilsart som beskrevs av Inoue 1955. Cusiala infuscata ingår i släktet Cusiala och familjen mätare. Inga underarter finns listade i Catalogue of Life.